# Підземне сховище газу Ньюстед
Підземне сховище газу Ньюстед — інфраструктурний об'єкт газової промисловості Австралії на півдні штату Квінсленд.
У середині 1980-х узялись за розробку газового родовища Ньюстед. Втім, його запаси були доволі швидко виснажені й не пізніше ніж 1999-го перейшли до проєкту створення на основі Ньюстеда підземного сховища газу, для чого гарно підходили характеристики пісковикового резервуару юрської формації Евергрін.
Сховище має об'єм 0,2 млрд м3 та добову пропускну здатність у 0,19 млн м3 (як на закачування, так і на відбір), для чого використовуються три свердловини.
Сховище обслуговувало роботу невеликого газопереробного заводу Кінкора, сполучення з яким забезпечує газопровід завдовжки 19 кілометрів. У 2012-му ГПЗ Кінкора зупинили через виснаження запасів родовищ, що були його сировинною базою, при цьому у сховищі Ньюстед залишалось 0,06 млрд м3 підготованого газу. Втім, у 2017-му новий інвестор відновив роботу ГПЗ та сховища, яке через газопровід Кінкора – Валлумбілла має доступ до потужного газового хабу у Валлумбіллі.